# マクスウェル・アンダーソン
マクスウェル・アンダーソン（James Maxwell Anderson 1888年12月15日 - 1959年2月28日）は、アメリカ合衆国の劇作家。
ペンシルベニア州アトランティック生まれ。バプテストの牧師だった父の都合で、ペンシルベニア、オハイオ、ノースダコタを転々として育った。最終的にノースダコタ州ジェームズタウンの高校を卒業した。
ノースダコタ大学で英文学を学び、スタンフォード大学で英文学の修士を取得。サンフランシスコで高校教師を3年間務めたのち新聞記者に転身、サンフランシスコ・クロニクル、ニューヨークのニュー・リパブリック、ニューヨーク・グローブ、ニューヨーク・ワールドに寄稿した。ニューヨーク・ワールドでの勤務を最後に記者を辞め、劇作家に転身、1923年にデビューした。1933年、“Both Your Houses”でピューリッツァー賞 戯曲部門を受賞した。自作の戯曲を原作とする映画の脚本も多く執筆した。また、映画『旅愁』では主題歌の“September Song”の作詞を手掛けた（作曲：クルト・ヴァイル、歌：ウォルター・ヒューストン）。
1959年2月28日、脳梗塞のため死去。70歳。

## 主な作品
- 栄光 What Price Glory (1924) - 1926年、1952年に映画化。
- 藪睨みの世界 The Cock-Eyed World (1929) - 映画脚本
- 西部戦線異状なし All Quiet on the Western Front (1930) - 映画脚本
- 雨 Rain (1932) - 映画脚本
- ベンガルの槍騎兵 The Lives of a Bengal Lancer (1935) - 映画脚本
- スコットランドのメアリー Mary of Scotland (1936) - 映画脚本
- 目撃者 Winterset (1939) - 映画脚本
- 女王エリザベス The Private Lives of Elizabeth and Essex (1939) - 映画脚本
- キー・ラーゴ Key Largo (1939) - 1948年に映画化。
- キー・ラーゴ Key Largo (1948)
- 1000日のアン Anne of the Thousand Days (1948) - 1969年に映画化。
- ジャンヌ・ダーク Joan of Arc (1948) - 映画脚本
- 悪い種子 The Bad Seed (1951) - 1956年に映画化。
- 栄光何するものぞ What Price Glory (1952) - 「栄光」の映画化。
- 間違えられた男 The Wrong Man (1956) - 映画脚本
- ベン・ハー Ben-Hur (1959) - 映画脚本、クレジットなし